# San Vicente y las Granadinas en los Juegos Olímpicos de Atlanta 1996
San Vicente y las Granadinas estuvieron representadas en los Juegos Olímpicos de Atlanta 1996 por ocho deportistas, siete hombres y una mujer, que compitieron en atletismo.
El portador de la bandera en la ceremonia de apertura fue el atleta Eswort Coombs. El equipo olímpico sanvicentino no obtuvo ninguna medalla en estos Juegos.